# Cantón de Donzenac
El cantón de Donzenac era una división administrativa francesa, que estaba situada en el departamento de Corrèze y la región de Limusín.

## Composición
El cantón estaba formado por seis comunas:
- Allassac
- Donzenac
- Sadroc
- Sainte-Féréole
- Saint-Pardoux-l'Ortigier
- Saint-Viance

## Supresión del cantón de Donzenac
En aplicación del Decreto n.º 2014-228 de 24 de febrero de 2014, el cantón de Donzenac fue suprimido el 22 de marzo de 2015 y sus 6 comunas pasaron a formar parte del nuevo cantón de Allassac.